# Cafetera Chemex

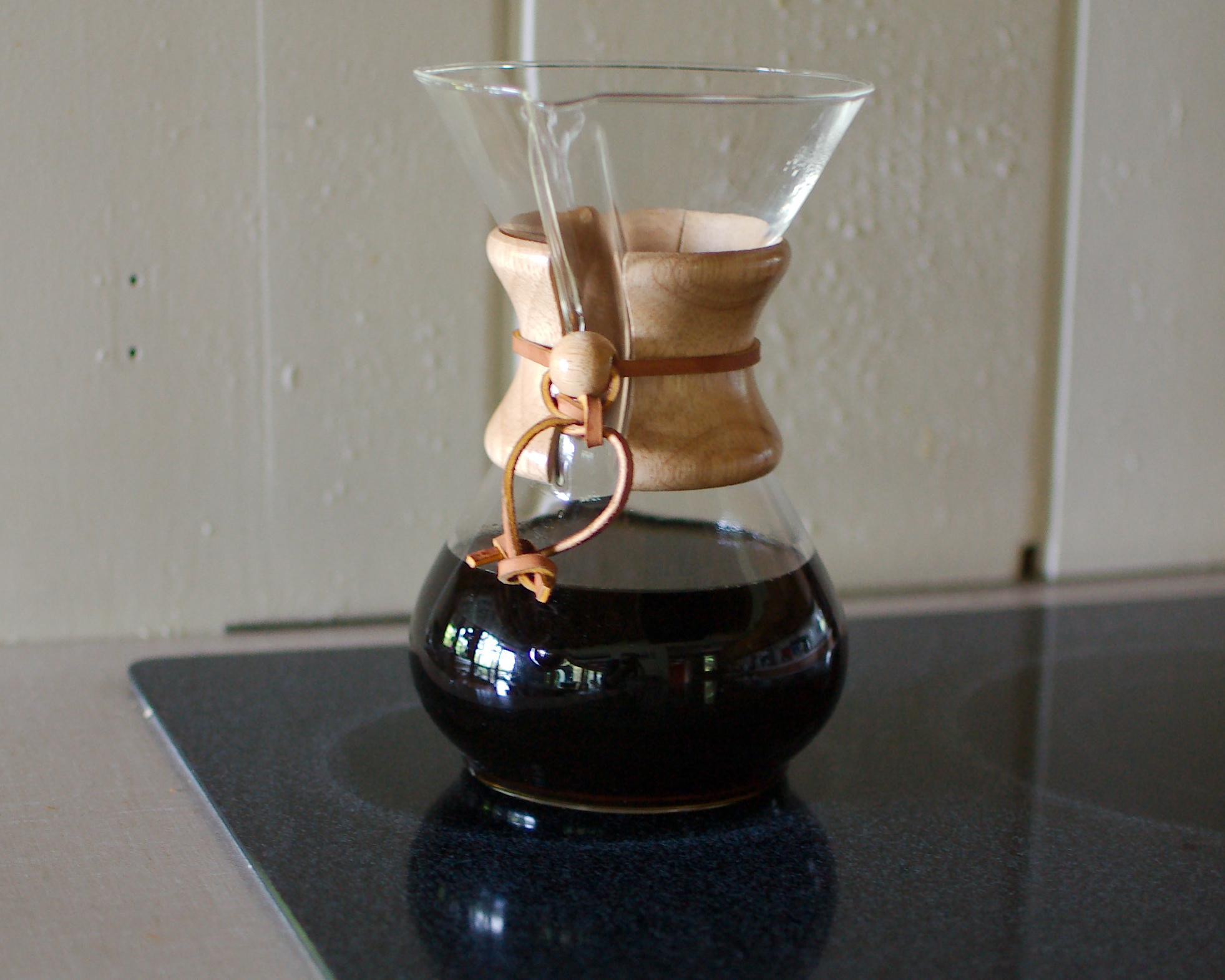
Cafetera Chemex con café listo para servir

La Cafetera Chemex es un dispositivo para preparar café como bebida caliente. El diseño característico de la cafetera es del químico e inventor alemán Peter Schlumbohm que en el año 1941 publicó la patente. A comienzos del siglo XXI la producción continúa y se encuentra bajo propiedad de Chemex Corporation en Pittsfield, Massachusetts. En el año 1958 diseñadores del Instituto de Tecnología de Illinois decidieron que esta cafetera era uno de los mejores diseños de los tiempos modernos incluyéndola en uno de los expositores del Museo de Arte Moderno de Nueva York (MoMA).

## Funcionamiento  Chemex
La cafetera se parece a un matraz de cristal Pyrex con una amplia boca en la parte superior con forma de cono. Sobre el cuello se coloca una arandela de madera que permite asir el recipiente cuando se encuentra caliente. Sobre el cono de la parte superior se coloca primero el filtro de papel arrollado en forma de cono, y sobre él se apila el café molido. Esta cafetera no tiene dispositivo de generación de calor incorporado, es por esta razón por la que resulta necesario calentar el agua aparte. Se suele emplear un calentador de agua, o simplemente un fogón de la cocina. El agua caliente se vierte en la parte superior y se infusiona en el cono, filtrándose por gravedad y cayendo en la parte inferior del recipiente.

## Cafetera Chemex en la cultura popular
- La cafetera aparece descrita en la novela titulada Desde Rusia con amor de Ian Fleming (1957), en una escena en la que James Bond, al residir en Londres, se prepara un desayuno con café con este tipo de cafetera, empleando una mezcla que ha adquirido en una tienda De Bry's ubicada en el New Oxford Street.
- En los films norteamericanos aparece en algunas ocasiones, en la película Harper Detective Privado (1966), Lew Harper (Paul Newman) emplea una Chemex para hacerse su propio café. En la comedia norteamericana Pillow Talk (Problemas de Alcoba) la diseñadora de interiores Jan Morrow (Doris Day) prepara café con una Chemex.
- En la comedia romántica  "Falling in love" (1984) con Meryl Streep y Robert De Niro. Ella platica con su padre enfermo y sirven café de una Chemex.
- En la película de terror Rosemary's Baby aparece en una escena en la que Rosemary (Mia Farrow) se prepara un café.
- En la comedia norteamericana de los años setenta The Mary Tyler Moore Show la cafetera aparece frecuentemente en la cocina del apartamento de Mary Richards (Mary Tyler Moore).
- En la película romántica Her aparece en un instante en el Theodore Twombly se separa un instante de su sistema operativo: «Samantha» (Scarlett Johansson).
- Joey y Monica, de la serie estadounidense de los años 1990 Friends, aparecen tomando café preparado con la cafetera Chemex.[3]
- Aparece igualmente en una escena de la cocina de granjero, en la película de Christopher Nolan puesta en 2014 Interstellar.